# Peter Wentworth-Fitzwilliam
William Henry Lawrence Peter Wentworth-Fitzwilliam, octavo conde Fitzwilliam, DSO (31 de diciembre de 1910 – 13 de mayo de 1948), llamado Vizconde Milton antes de 1943, fue un soldado y aristócrata británico. 

## Biografía
Único hijo varón del séptimo conde Fitzwilliam, nació en la residencia de la familia en Wentworth Woodhouse, y murió en un accidente aéreo en Saint-Bauzile, Ardèche, Francia.

### Matrimonio y descendencia
Se casó con Olive ('Obby') Dorothea Plunket el 19 de abril de 1933, hija de Benjamin Plunket, obispo de Ormonde y, por tanto, nieta del cuarto barón Plunket, Arzobispo de Dublín, con quien tuvo una hija:
- Lady Anne Juliet Dorothea Maud Wentworth-Fitzwilliam (nacida 24 de enero de 1935).

Años después, el matrimonio de Lord Fitzwilliam se volvió tenso y pensaba divorciarse. En 1943, heredó el condado de su padre.

### Servicio
Fue comisionado al Royal Scots Greys en 1929. Durante la Segunda Guerra Mundial sirvió con distinción en los British Commandos y luego en la Dirección de Operaciones Especiales, obteniendo la Orden de Servicios Distinguidos.

### Muerte
Murió en Francia en un accidente aéreo el 13 de mayo de 1948.
Desde 1946 estuvo vinculado sentimentalmente con Kathleen Cavendish, marquesa de Hartington, hermana del futuro Presidente de EE. UU. John F. Kennedy. Ella murió con él en el accidente.
A su muerte el título paso a un primo lejano, Eric Wentworth-Fitzwilliam, y su fortuna, estimada en 45 millones de libras, que incluía la mitad de los bienes de Wentworth Woodhouse, propiedades en Coolattin en el Condado de Wicklow, Irlanda, y una considerable parte de la colección de arte Fitzwilliam, paso a su hija, la actual Lady Juliet Tadgell.

### Cultura popular
- Fitzwilliam fue interpretado por Thomas Gibson en la miniserie The Kennedys of Massachusetts (1990).

- Fitzwilliam fue interpretado por Larry Carter en la película Lives and Deaths of the Poets (2011).

- Datos: Q428191